# Gerard Martín
Pour les articles homonymes, voir Martín.

Gerard Martín, né le 26 février 2002 à Esplugues de Llobregat, est un footballeur espagnol qui joue au poste d'arrière gauche au FC Barcelone.

## Biographie

### Carrière en club
Né à Esplugues de Llobregat, dans la province de Barcelone, en Espagne, Gerard Martín est formé par l'UE Cornellà, où il commence sa carrière senior en championnat d'Espagne de troisième division.
En juillet 2023, il est transféré au Barça Atlètic, continuant ainsi à jouer en troisième division pour l'exercice 2023-24. Après une saison pleine avec la réserve barcelonaise où il s'est vite imposé comme titulaire à gauche de la défense, il intègre l'équipe première du FC Barcelone en championnat d'Espagne à l'été 2024,.
Le 19 septembre 2024, il joue son premier match de Ligue des champions avec le Barça, entrant en dans les 10 dernières minutes d'une défaite 2-1 contre l'AS Monaco lors de la 1re journée de la phase de championnat.
Le 24 janvier 2025, il prolonge son contrat au FC Barcelone jusqu'en 2028.

## Statistiques

### En club
| Saison                | Club                  | Championnat           | Championnat | Championnat | Championnat | Coupe(s) nationale(s) | Coupe(s) nationale(s) | Coupe(s) nationale(s) | Supercoupe | Supercoupe | Supercoupe | Compétition(s) continentale(s) | Compétition(s) continentale(s) | Compétition(s) continentale(s) | Compétition(s) continentale(s) | Total | Total | Total |
| Saison                | Club                  | Division              | M.          | B.          | P.d.        | M.                    | B.                    | P.d.                  | M.         | B.         | P.d.       | Comp.                          | M.                             | B.                             | P.d.                           | M.    | B.    | P.d.  |
| 2020-2021             | UE Cornellà           | Segunda División B    | 5           | 0           | 0           | 1                     | 0                     | 0                     | -          | -          | -          | -                              | -                              | -                              | -                              | 6     | 0     | 0     |
| 2021-2022             | UE Cornellà           | Primera División RFEF | 16          | 0           | 0           | 1                     | 0                     | 0                     | -          | -          | -          | -                              | -                              | -                              | -                              | 17    | 0     | 0     |
| 2022-2023             | UE Cornellà           | Primera Federación    | 36          | 0           | 1           | -                     | -                     | -                     | -          | -          | -          | -                              | -                              | -                              | -                              | 36    | 0     | 1     |
| Sous-total            | Sous-total            | Sous-total            | 57          | 0           | 1           | 2                     | 0                     | 0                     | -          | -          | -          | -                              | -                              | -                              | -                              | 59    | 0     | 1     |
| 2023-2024             | FC Barcelone Atlètic  | Primera Federación    | 37+4        | 0+0         | 1+0         | -                     | -                     | -                     | -          | -          | -          | -                              | -                              | -                              | -                              | 41    | 0     | 1     |
| 2024-2025             | FC Barcelone          | LaLiga                | 28          | 1           | 3           | 5                     | 0                     | 0                     | 1          | 0          | 0          | C1                             | 8                              | 0                              | 3                              | 42    | 1     | 6     |
| Total sur la carrière | Total sur la carrière | Total sur la carrière | 126         | 1           | 5           | 7                     | 0                     | 0                     | 1          | 0          | 0          | -                              | 8                              | 0                              | 3                              | 142   | 1     | 8     |

## Palmarès
- Vainqueur de la Coupe d'Espagne en 2025.
- Vainqueur de la Supercoupe d'Espagne de football en 2025.
- Vainqueur de La Liga en 2025.